# メスト
メスト (Mest) は、アメリカのシカゴ出身の4人組ポップ・パンクバンド。1995年にロヴァト3兄弟を中心に結成された。デビュー当時、先鋭的なポップパンクサウンドで、Good Charlotteらと共に一時代を築く。また、本国アメリカのみならず、日本でも非常に知名度が高いバンドとして有名である。2006年に一度解散したが、2008年に再結成を果たす。

## 来歴
1998年にギターを担当していたスティーヴが脱退し、しばらく3人組として活動していたが、1998年にはジェレマイアがギタリストとして加入し、再び4人組となった。2000年にデビュー・アルバム「ウェイスティング・タイム」をリリースし、2枚目となる「ディスティネーション・アンノウン」で日本デビュー、そしてシングル「キャデラック」がヒットし、13万枚のセールスを記録した。そして、アメリカよりも先に日本でゴールド・ディスクを獲得した。また、サードアルバムである「メスト」は10万枚近いセールスをあげた。この「メスト」の中の「ジェイデッド」にはグッド・シャーロットのベンジーがゲストとして参加した(PVにも出演している)。2005年に4枚目となるアルバム「フォトグラフ」を発表したが、2006年1月、日本ツアーを最後に解散するとwebなどで伝えられた。理由ははっきり説明されなかったが、ニック曰く、「別に喧嘩したわけでは無い。ただ、もう終わりにしようとみんなで決めたんだよ。これは自分たちにとってはハッピーエンドなんだ」ということである。アルバムにゲスト参加していることからもわかるように、グッド・シャーロットのマデン兄弟とは親友である。トニーが初めてジェレマイアと出会ったのはゴールドフィンガーのライブである。

## メンバー

### 最終的なメンバー
- トニー・ロヴァト（Tony Lovato）（Vo/G）
- ジェレマイア・ランゲル（Jeremiah Rangel）（G/Vo）
- マット・ロヴァト（Matt Lovato）（B）
- ニック・ジグラー（Nick Gigler）（Dr）

## エピソード

### トニーが殺人容疑で逮捕
メスト解散後の2007年3月25日、カリフォルニア州スタジオシティでトニーが殺人容疑で逮捕された。ロサンゼルス市警察によると、トニーはウェイン・ヒューズという男性と口論となり、ナイフで相手の胸を数回刺し、自ら通報した。ヒューズは病院に運ばれたがすでに死亡していた。トニーも軽症を負っており、治療後、本人が刺したことを認めたので逮捕された（トニーは相手が先に襲ってきたと説明）。この前日にも彼といざこざがあったが、その時は女性が通報したため収まった。この2人は、通報した女性と付き合っていた元カレ同士であったことがわかった（しかし二股をかけていたわけではないので、何故殺人にいたるような事件になったのかは不明）。2日後の27日、事件の担当検事がトニーは完全な正当防衛であったとして不起訴と判断し、トニーを釈放した。ロサンゼルス地区検察局によると、「ヒューズは、前述の女性のことで何度もトニーと彼女に脅迫のメッセージを送っていたらしく、また当日、ヒューズが喧嘩をふっかけて来たため離れようとすると、彼は地下ガレージまで追いかけてきてあの惨事となった」とのことである。また、このことに関して親友であるグッド・シャーロットのマデン兄弟は、「あいつのために祈っている。すごくショックだけどきっと大丈夫と思っている」とコメントしている。（雑誌『INROCK』より抜粋）

## ディスコグラフィー
- Mo' Money, Mo' 40z (1998年)
- Wasting Time (2000年)
- Destination Unknown (2001年)
- Mest (2003年)
- Photographs (2005年)
- Not what you expected (2013年)
- Masquerade (2020年)